# Memoriał Henryka Łasaka 2016
Il Memoriał Henryka Łasaka 2016, diciottesima edizione della corsa, si svolse il 13 agosto 2016. Fu vinto dal polacco Pawel Franczak della Verva Activejet Pro Cycling Team davanti ai suoi connazionali Sylwester Janiszewski e Artur Detko.

## Ordine d'arrivo (Top 10)
| Pos. | Corridore             | Squadra                          | Tempo    |
| ---- | --------------------- | -------------------------------- | -------- |
| 1    | Pawel Franczak        | Verva Activejet Pro Cycling Team | 4h00'34" |
| 2    | Sylwester Janiszewski | Wibatech Fuji                    | s.t.     |
| 3    | Artur Detko           | Domin Sport                      | s.t.     |
| 4    | Norbert Banaszek      | Verva Activejet Pro Cycling Team | s.t.     |
| 5    | Francesco Zurita      | Team Vorarlberg                  | s.t.     |
| 6    | Nicola Genovese       | D'Amico Bottecchia               | s.t.     |
| 7    | Tomasz Dudziak        |                                  | s.t.     |
| 8    | Maris Bogdanovics     | Rietumu-Delfin                   | s.t.     |
| 9    | Darijus Dzervus       | Staki-Baltik Vairas Cycling Team | s.t.     |
| 10   | Nicolai Brochner      | Riwal Platform Cycling Team      | s.t.     |